# علم جزر كوك

علم ممثل ملكة بريطانيا العظمى في جزر كوك

أعتمد علم جزر كوك في 4 آب - أغسطس من سنة 1979 .

## معنى الوان العلم
- ★ النجوم: ترمز الخمسة عشرة نجمة الموجودة على شكل حلقة دائرية في العلم إلى خمسة عشرة جزيرة المكونة للبلاد .
- الأزرق: يرمز إلى المحيط الهادي و إلى الطبيعة السلمية لسكان البلاد .

## أعلام سابقة

علم مملكة راروتونغا مابين عامي 1858 - 1888 .
علم مملكة راروتونغا مابين عامي 1888 - 1893 .
علم جزر كوك الفيدرالية مابين عامي 1893 إلى 11 حزيران من عام 1901 .
علم جزر كوك مابين 11 حزيران من عام 1901 إلى 24 أذار من عام 1902 .
علم جزر كوك مابين 24 أذار من عام 1902 إلى 23 تموز من عام 1973 .
علم جزر كوك مابين 23 تموز من عام 1973 إلى عام 1979 .